# Житний рынок
Житний рынок (укр. Житній ринок) — один из экономических центров, самый древний действующий рынок Киева.

## История
Рынок находится на Житнеторжской площади в исторической местности Подол. Берёт своё начало со времён Киевской Руси. Река Глубочица разделяла площадь Житнего рынка на две части. В первой половине XII века вокруг площади на средства торгово-ремесленных объединений были построены храмы, в частности, церковь Богородицы Пирогощи (Киево-Подольский Успенский собор).
В XV веке Житний рынок был основным торговым центром города. Здесь дважды в год собиралась ярмарка. Он и далее оставался одним из главных торговых центров, чем в значительной степени способствовала близость к Днепру и гавани.
В 1980 году было открыто здание Житнего крытого рынка, построенное по проекту архитекторов О. П. Мониной, В. Г. Штолько и конструктора Б. А. Бернарского. После реконструкции рынок стал самым большим в Европе: на его территории оборудовано 1950 торговых мест (из них 600 — на открытых торговых площадках). Фасад здания украшен чеканными металлическими панно с сюжетами из истории Киевской Руси.
На 2020—2022 год запланирована реконструкция здания рынка.